# NGC 2051
NGC 2051 je otvoreni skup u zviježđu Stolu. 

## Vanjske poveznice
- SEDS: NGC 2051